# Austrofundulus myersi
Austrofundulus myersi es un pez de la familia de los rivulinos en el orden de los ciprinodontiformes.

## Distribución geográfica
Se encuentran en Sudamérica: Colombia.